# 22 септември
22 септември е 265-ият ден в годината според григорианския календар (266-и през високосна година). Остават 100 дни до края на годината.

## Събития
- 1499 – Между Австрия и Швейцария е сключен мирен договор, с което се слага край на Австрийско-швейцарската война и е призната независимостта на Швейцария.
- 1792 – Франция е обявена за република.
- 1862 – Ото фон Бисмарк става канцлер на Прусия.
- 1862 – Американският президент Ейбрахам Линкълн обявява всички роби в разбунтувалите се щати за свободни от 1 януари 1863 г.
- 1872 – Извършен е Арабаконашкият обир.
- 1887 – Основан е град Акрън в щата Колорадо, САЩ.
- 1908 (стар стил) – Обявена е независимостта на България, с което страната отхвърля васалната си зависимост от Османската империя, наложена ѝ от Берлинския договор.
- 1923 – Съставено е четиридесет и третото правителство на България, начело с Александър Цанков.
- 1934 – В резултат на взрив и последвал пожар в мина в Уелс загиват 260 миньори.
- 1944 – Военният министър Дамян Велчев издава заповед за назначаване на политически заместник командири в Българската армия.
- 1949 – Английското, канадското и американското правителство обявяват, че са регистрирали атомна експлозия в Съветския съюз, която Москва първоначално отрича, но по-късно става ясно, че опитът е извършен на 29 август.
- 1959 – Открита е телефонна връзка между САЩ и Европа.
- 1960 – Мали получава независимост от Франция.
- 1973 – България скъсва дипломатически отношения с Чили, като протест срещу военния преврат на генерал Пиночет от 11 септември, който сваля от власт президента социалист Салвадор Алиенде.
- 1974 – ООН признава Организацията за освобождение на Палестина и нейния лидер Ясер Арафат като официални пълномощници на палестинското население.
- 1975 – Извършва се неуспешен опит за убийство на президента на САЩ Джералд Форд в Сан Франциско.
- 1980 – Ирак напада Иран и започва Ирано-иракската война продължила 8 години.
- 1981 – Открит е Паметникът на Незнайния воин в София.
- 2003 – Сливат се проектите Fedora и Red Hat.

## Родени
- 1601 – Ана Австрийска, съпруга на френския крал Луи XIII († 1666 г. г.)
- 1741 – Петер Зимон Палас, германски биолог († 1811 г.)
- 1764 – Карл-Фридрих Фален, шведски учен († 1830 г.)
- 1791 – Майкъл Фарадей, английски учен († 1867 г.)
- 1802 – Юрий Венелин, украински българист, фолклорист и етнограф († 1839 г.)
- 1875 – Васил Моллов, български хирург и общественик († 1938 г.)
- 1882 – Вилхелм Кайтел, германски фелдмаршал († 1946 г.)
- 1885 – Ерих фон Щрохайм, австрийски режисьор и актьор († 1957 г.)
- 1893 – Алексей Лосев, руски философ († 1988 г.)
- 1895 – Пол Муни, американски актьор († 1967 г.)
- 1897 – Борис Спиров, български политик († 1974 г.)
- 1901 – Чарлз Хъгинз, американски лекар, Нобелов лауреат през 1966 г.(† 1997 г.)
- 1918 – Хенрик Шеринг, полско-мексикански цигулар († 1988 г.)
- 1924 – Роузамънд Пилчър, британска писателка († 2019 г.)
- 1932 – Алгирдас Бразаускас, литовски политик († 2010 г.)
- 1933 – Светозар Неделчев, български актьор († 2020 г.)
- 1937 – Веселин Димитров, български есперантист, учител в Софийската духовна семинария „Иван Рилски“
- 1938 – Дийн Рийд, американски певец и киноактьор († 1986 г.)
- 1940 – Ана Карина, френска актриса от датски произход 2019
- 1941 – Здравко Чолаков, литературовед, професор, университетски преподавател (СУ) († 2014 г.)
- 1944 – Анна Томова-Синтова, българска оперна певица
- 1951 – Дейвид Ковърдейл, британски музикант („Whitesnake“)
- 1951 – Веселин Сариев, български поет и публицист († 2003 г.)
- 1953 – Сеголен Роаял, френски политик
- 1957 – Димитър Костов, български политик
- 1957 – Ник Кейв, австралийски музикант
- 1958 – Андреа Бочели, италиански тенор
- 1966 – Ердоган Аталай, германски актьор
- 1969 – Явор Русинов, български музикант (Vox, Bulgaro, Yaku)
- 1976 – Роналдо, бразилски футболист
- 1978 – Хари Кюъл, австралийски футболист
- 1979 – Емили Отъм, американска певица и цигуларка
- 1984 – Лора Вандервурт, канадска актриса
- 1989 – Сабине Лисицки, германска тенисистка
- 1989 – Хюйон, корейска певица
- 1990 – Абдул Меджид ал-Фузан, саудитски актьор и певец
- 1992 – Габриел Ферейра, бразилски футболист

## Починали
- 1520 – Селим I, султан на Османската империя (* 1465 г.)
- 1703 – Винченцо Вивиани, италиански учен (* 1622 г.)
- 1774 – Климент XIV, римски папа (* 1705 г.)
- 1826 – Йохан Петер Хебел, германски писател и педагог († 1760 г.)
- 1828 – Шака Зулу, зулуски предводител (* ok. 1781)
- 1838 – Салих Ага, османски управник (* 1758 г.)
- 1921 – Иван Вазов, български поет и писател (* 1850 г.)
- 1949 – Ким Чен Сук, съпруга на Ким Ир Сен (* 1917 г.)
- 1956 – Фредерик Соди, английски радиохимик, Нобелов лауреат за 1921 г. (* 1877 г.)
- 1960 – Мелани Клайн, австрийско-британска психоаналитичка (* 1882 г.)
- 1972 – Борис Ливанов, руски актьор (* 1904 г.)
- 1989 – Ървинг Бърлин, американски композитор (* 1888 г.)
- 1999 – Джордж Скот, американски актьор и режисьор (* 1927 г.)
- 2000 – Йехуда Амихай, израелски писател (* 1924 г.)
- 2006 – Пепа Николова, българска актриса (* 1946 г.)
- 2007 – Марсел Марсо, френски мим (* 1923 г.)
- 2019 – Юлиан Вучков, български публицист, театрален и телевизионен критик (* 1936 г.)
- 2023 – Джорджо Наполитано, италиански политик, президент на Италия от 2006 до 2015 г. (* 1925 г.)[1]

## Празници
- Ден на есенното равноденствие
- Световен ден за защита на слоновете
- България – Ден на Независимостта на България (от Османската империя, 1908 г.)
- България – Празник на град Костенец (за 2012 г.) – Чества се четвъртата събота на септември. Обявен с решение на Общинския съвет от 1998 г.
- Италия – Празник на град Йези и на община Лампедуза и Линоза
- Казахстан – Ден на народния език
- Латвия, Литва и Естония – Ден на единството
- Мали – Ден на независимостта (от Франция, 1960 г., национален празник)
- Православна църква
  - Свети пророк Иона, син на Амасия
  - Свети свещеномъченик Фока, епископ Синопски
  - Свети мъченик Фока Градинар
  - Свети Петър, който преди това бил митар
  - Свети преподобни Йона Презвитер
  - Свети преподобни Козма Зографски
- САЩ – Ден на бизнесдамите
- Украйна – Ден на партизанската слава
- Швейцария – Ден на независимостта

## В литературата
- Ден на хобита, рожден ден на Билбо и Фродо Бегинс, герои от романите на Дж. Р. Р. Толкин „Хобитът“ и „Властелинът на пръстените“